# Коммак (Нью-Йорк)
Коммак (англ. Commack) — переписна місцевість (CDP) в США, в окрузі Саффолк штату Нью-Йорк. Населення — 36 536 осіб (2020).

## Географія
Коммак розташований за координатами 40°50′39″ пн. ш. 73°17′0″ зх. д. / 40.84417° пн. ш. 73.28333° зх. д. (40.844220, -73.283382).  За даними Бюро перепису населення США в 2010 році переписна місцевість мала площу 31,00 км², уся площа — суходіл.

## Демографія
Згідно з переписом 2010 року, у переписній місцевості мешкали 36 124 особи в 11 907 домогосподарствах у складі 9895 родин. Густота населення становила 1165 осіб/км².  Було 12138 помешкань (392/км²).
Расовий склад населення:
| - 91,6 % — білих - 5,4 % — азіатів - 0,9 % — чорних або афроамериканців - 0,1 % — корінних американців |

До двох чи більше рас належало 1,2 %. Частка іспаномовних становила 4,8 % від усіх жителів.
За віковим діапазоном населення розподілялося таким чином: 26,0 % — особи молодші 18 років, 57,2 % — особи у віці 18—64 років, 16,8 % — особи у віці 65 років та старші. Медіана віку мешканця становила 43,0 року. На 100 осіб жіночої статі у переписній місцевості припадало 94,1 чоловіків;  на 100 жінок у віці від 18 років та старших — 90,6 чоловіків також старших 18 років.
Середній дохід на одне домашнє господарство  становив 130 758 доларів США (медіана — 114 463), а середній дохід на одну сім'ю — 145 454 долари (медіана — 129 677). Медіана доходів становила 87 131 долар для чоловіків та 63 118 доларів для жінок. За межею бідності перебувало 3,5 % осіб, у тому числі 2,9 % дітей у віці до 18 років та 3,8 % осіб у віці 65 років та старших.
Цивільне працевлаштоване населення становило 17 631 особа. Основні галузі зайнятості: освіта, охорона здоров'я та соціальна допомога — 32,7 %, науковці, спеціалісти, менеджери — 11,5 %, роздрібна торгівля — 9,9 %, фінанси, страхування та нерухомість — 9,1 %.